# 英国中白猪
中白猪（Middle White）是起源于英国的一个家猪品种。中白猪和大白猪在同一个时期起源于约克郡。
中白猪的体型介于大白猪和已经灭绝的小白猪之间，因此得名。1884年，中白猪被认定为一个品种。中白猪比较温顺，常饲养在户外的草地。中白猪是珍稀品种保护信托的品种之一。

## 起源
英国使用坎伯兰猪（已经灭绝）和大白猪杂交选育出小白猪。在1852年基利农业展览上，纺织商Joseph Tuley的猪由于体型太小被拒绝作为大白猪参加，并导致了一个新品种的出现。这个品种由大白母猪和小白公猪杂交而成。Tuley的中白猪在19世纪末及20世纪早期成为最流行的品种之一。